# Communauté de communes du Quercy Blanc
La communauté de communes du Quercy blanc est une communauté de communes française, située dans le département du Lot et la région Occitanie.

## Histoire
La communauté de communes a été créée par la fusion, le 1er janvier 2014, des communautés de communes du Canton de Montcuq et de Castelnau-Montratier.
Le 1er janvier 2016, les communes de Belmontet, Lebreil, Montcuq, Sainte-Croix et Valprionde fusionnent pour constituer la commune nouvelle de Montcuq-en-Quercy-Blanc et les communes de Flaugnac et Saint-Paul-de-Loubressac fusionnent également pour constituer la commune nouvelle de Saint-Paul-Flaugnac.
Le 1er janvier 2017, les communes de Castelnau-Montratier et Sainte-Alauzie fusionnent pour constituer la commune nouvelle de Castelnau Montratier-Sainte Alauzie.
Le 1er janvier 2018, les communes de Lascabanes, Saint-Cyprien et Saint-Laurent-Lolmie fusionnent également pour constituer la commune nouvelle de Lendou-en-Quercy.
Le 1er janvier 2019, les communes de Bagat-en-Quercy, Saint-Daunès et Saint-Pantaléon fusionnent pour constituer la commune nouvelle de Barguelonne-en-Quercy et celles du Boulvé, de Fargues, Saint-Matré et Saux fusionnent également pour constituer la commune nouvelle de Porte-du-Quercy.
L'intercommunalité, qui comptait à sa création 23 communes, a été ainsi réduite par ce mouvement de fusion à 10 communes en 2020.
Le 1er janvier 2025, les communes de Lhospitalet et de Pern fusionnent pour constituer la commune nouvelle de Pern-Lhospitalet. Le nombre de communes est de 9.

## Territoire communautaire

### Composition
La communauté de communes est composée des 9 communes suivantes :

| Nom                          | Code Insee | Gentilé       | Superficie (km2) | Population (dernière pop. légale) | Densité (hab./km2) |
| ---------------------------- | ---------- | ------------- | ---------------- | --------------------------------- | ------------------ |
| Castelnau-Montratier (siège) | 46063      | Castelnaudais | 84,76            | 1 827 (2022)                      | 22                 |
| Barguelonne-en-Quercy        | 46263      |               | 46,11            | 706 (2022)                        | 15                 |
| Cézac                        | 46069      | Cézacois      | 17,34            | 178 (2022)                        | 10                 |
| Lendou-en-Quercy             | 46262      |               | 42,46            | 620 (2022)                        | 15                 |
| Montcuq-en-Quercy-Blanc      | 46201      |               | 78,23            | 1 812 (2022)                      | 23                 |
| Montlauzun                   | 46206      | Montlauzunois | 6,48             | 121 (2022)                        | 19                 |
| Pern-Lhospitalet             | 46172      |               | 40,31            | 925 (2022)                        | 23                 |
| Porte-du-Quercy              | 46033      |               | 49,02            | 534 (2022)                        | 11                 |
| Saint-Paul-Flaugnac          | 46103      |               | 51,15            | 981 (2022)                        | 19                 |

### Démographie
| 1968  | 1975  | 1982  | 1990  | 1999  | 2010  | 2015  | 2021  |
| ----- | ----- | ----- | ----- | ----- | ----- | ----- | ----- |
| 7 638 | 7 079 | 6 988 | 7 158 | 7 389 | 7 924 | 7 783 | 7 724 |

## Administration

### Siège
Le siège de la communauté de communes est situé à Castelnau-Montratier, 37 place Léon Gambetta.

### Élus
La communauté de communes est administrée par son conseil communautaire, composé, pour la mandature 2020-2026,  de  29 conseillers municipaux représentant chacune des  communes membres et répartis de la manière suivante :
| Nombre de délégués | Communes                                             |
| ------------------ | ---------------------------------------------------- |
| 6                  | Castelnau-Montratier, Montcuq-en-Quercy-Blanc        |
| 4                  | Saint-Paul-Flaugnac                                  |
| 3                  | Barguelonne-en-Quercy                                |
| 2                  | Lendou-en-Quercy, Lhospitalet, Pern, Porte-du-Quercy |
| 1                  | Cézac, Montlauzun                                    |

À la suite des élections municipales de 2020 dans le Lot, le conseil communautaire renouvelé a élu le 8 juin 2020 son nouveau président, Bernard Vignals, maire de Lendou-en-Quercy, 1er vice-président sortant. Il a également élu les vice-présidents de l'intercommunalité, qui sont, pour la mandature 2020-2026 :
1. Dominique Marin, maire de Castelnau Montratier ;
2. Alain Lalabarde, maire de Montcuq-en-Quercy-Blanc ;
3. Maurice Roussillon, maire de Cézac ;
4. Christian Bessieres, maire de Porte-du-Quercy ;
5. Marie-José Sabel, 1re adjointe au maire de Montcuq  ;
6. Jean-Luc Estradel, maire de L’Hospitalet ;
7. Alain Lapeze, maire de Montlauzun ;
8. Bernard Michot, maire de Pern..

Le bureau de l'intercommunalité est constitué pour la mandature 2020-2026 du président, des vice-présidents et de 3 autres membres, de manière que le maire de chaque commune y siège.

### Liste des présidents
| Période   | Période                    | Identité            | Étiquette | Qualité |
| --------- | -------------------------- | ------------------- | --------- | --- |
| 2014      | juin 2020                  | Jean-Claude Bessou, | PRG       | Contrôleur DDCCRF Élu de Lhospitalet Conseiller général de Castelnau-Montratier, (2001 → 2015) Vice-président du conseil général du Lot[Quand ?] conseiller départemental des Marches du Sud-Quercy (2015 → 2018) Président de Territoires Énergies Lot (ex-FDEL) Président de l'ex-CC de Castelnau-Montratier ( ? → 2013) |
| juin 2020 | En cours (au 11 juin 2020) | Bernard Vignals     |           | Maire de Lascabanes (2008 → 2017) Maire de Lendou-en-Quercy (2018 → ) |

### Compétences
L'intercommunalité exerce les compétences qui lui ont été transférées par les communes membres, dans les conditions déterminées par le code général des collectivités territoriales. Il s'agit, aux termes de ses statuts, de :
- Aménagement de l'espace  : Schéma  d’ensemble  d’urbanisation, schéma de cohérence territoriale (SCoT)...
- Développement économique : zones d'activité, politique locale du commerce et soutien aux activités commerciales d’intérêt communautaire, tourisme (schéma de développement touristique pour le Quercy Blanc, actions concourant au développement du tourisme, circuits de promenade et de randonnées d’intérêt communautaire, actions concourant à l’amélioration et à la promotion du GR 65,  signalisation d’information locale  ;
- Collecte et traitement des déchets des ménages et déchets assimilés ;
- aires d’accueil des gens du voyage ;
- Politique de logement et du cadre de vie ;
- Action sociale d’intérêt communautaire : maisons de santé pluri professionnelles (MSP), crèches, halte garderies et relais d’assistantes maternelles, politique enfance jeunesse, accueils de loisirs sans hébergement (ALSH), transports de repas pour les équipements pour les enfants, service de transport funéraire...
- Protection et mise en valeur de l’environnement : emplacements de collecte des déchets,  charte de l’environnement, de la maîtrise de l’énergie et des énergies renouvelables, actions liées à l’environnement, à la maîtrise de l’énergie et aux énergies renouvelables ;
- Voirie reconnue d’intérêt communautaire, aménagement d’espaces publics hors voirie ;
- Équipements  culturels, sportifs et scolaires : piscines et équipements d’intérêt communautaire permettant l’accès à la lecture publique et aux nouvelles technologies de l’information et de la communication, subventions  aux  associations  sportives  et  culturelles.;
- Maisons des services au public d’intérêt communautaire ;
- Mutualisation de services et de moyens avec les communes membres ;
- Aménagement numérique.

### Régime fiscal et budget
La communauté de communes est un établissement public de coopération intercommunale à fiscalité propre.
Afin de financer l'exercice de ses compétences, la communauté de communes perçoit une fiscalité additionnelle aux impôts locaux des communes, sans fiscalité professionnelle de zone (FPZ ) et sans fiscalité professionnelle sur les éoliennes (FPE).
Elle collecte également la taxe d'enlèvement des ordures ménagères (TEOM), qui finance ce service public.
Elle ne verse pas de dotation de solidarité communautaire (DSC) à ses communes membres.

## Projets et réalisations
Conformément aux dispositions légales, une communauté de communes a pour objet d'associer des « communes au sein d'un espace de solidarité, envue de l'élaboration d'un projet commun de développement et d'aménagement de l'espace ».